# Bonamia villosa
Bonamia villosa là một loài thực vật có hoa trong họ Bìm bìm. Loài này được (Nash) K.A. Wilson mô tả khoa học đầu tiên năm 1960.